# Pont de Rochemaure
 (février 2021).
Si vous disposez d'ouvrages ou d'articles de référence ou si vous connaissez des sites web de qualité traitant du thème abordé ici, merci de compléter l'article en donnant les références utiles à sa vérifiabilité et en les liant à la section « Notes et références ».
Le pont de Rochemaure est un pont situé en France sur la commune de Rochemaure, dans le département de l'Ardèche en région Rhône-Alpes
L'édifice fait l’objet d'une inscription au titre des monuments historiques depuis le 17 décembre 1985.

## Historique
Au début des années 1840[Quand ?], le premier pont suspendu est construit. Il est emporté par la crue du 30 mai 1856. Un bac à traille est remis en service en attendant le rétablissement de l'ouvrage[réf. nécessaire].
L'année suivant[Quand ?], le conseil municipal s'oppose à la reconstruction du pont sur les mêmes bases que l'ancien. Le nouvel ouvrage est construit en 1858, grâce à des fonds privés, sous la direction de l'ingénieur ardéchois Marc Seguin, l'inventeur du système de câbles en fil de fer parallèles qu'il met en œuvre à Rochemaure. Il est inauguré en 1859.
En 1869, lors d'une visite annuelle, on apprend que la concession du pont de Rochemaure attribuée par ordonnance royale du 25 février 1838 aux sieurs Lesdiguières, Arnal et autres pour 90 ans, est depuis passée au nom de Escharavil et héritiers L. Privat. En février 1883, le pont de Rochemaure apparaît dans le procès-verbal de conférence pour le rachat des ponts suspendus sur le Rhône[réf. nécessaire].
En 1884, le pont est racheté par la commune pour la somme de 500 Francs-or, ce qui permet la libre circulation, le péage ayant été aboli[réf. nécessaire].

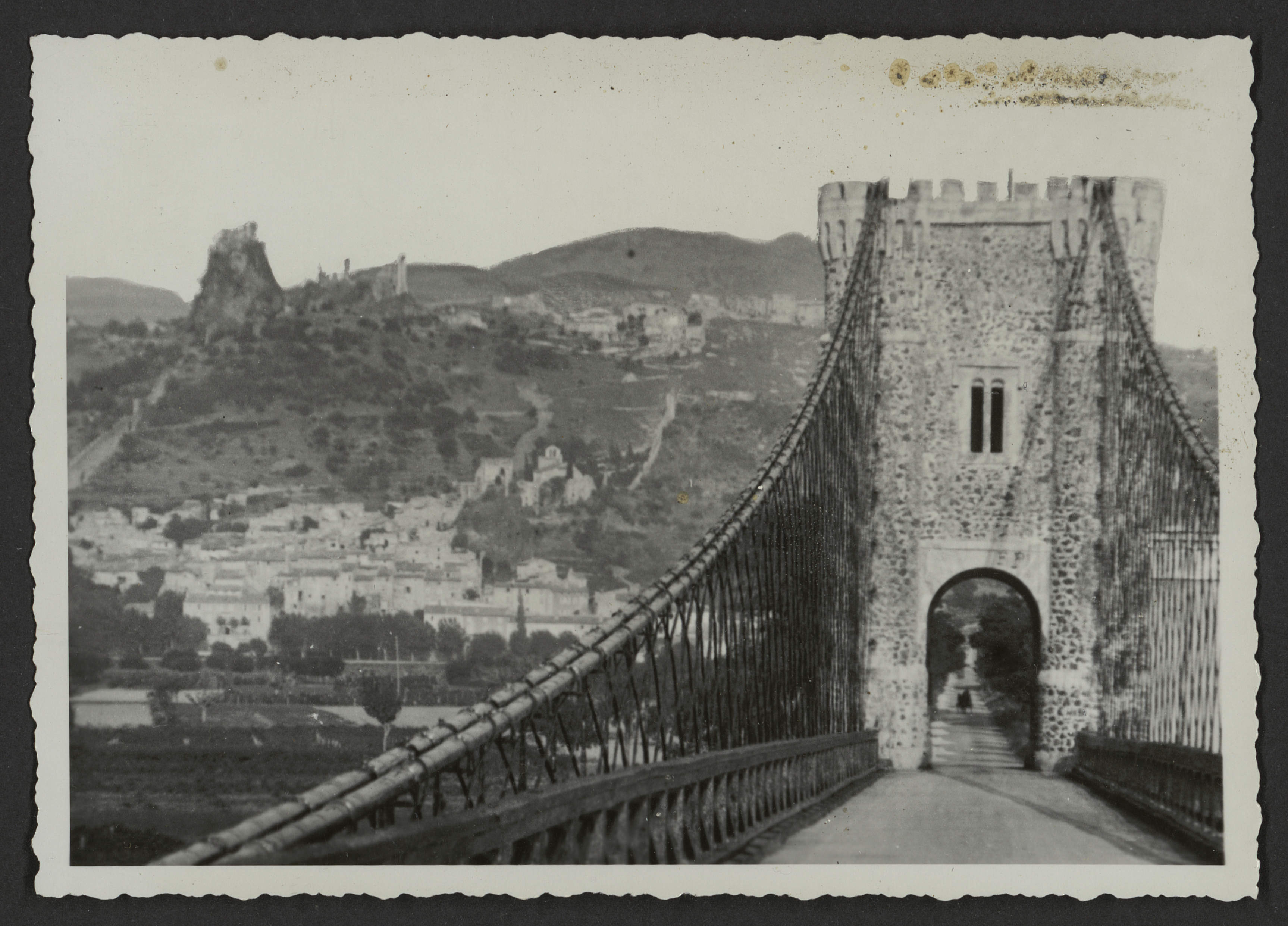
Le pont au début du XX.

Le 13 février 1933, un rapport de l'ingénieur ordinaire mentionne que, jusqu'à ce jour, l'éclairage du pont est assuré par des lampes à pétrole dont l'entretien est assez onéreux et l'éclairage défectueux. Il vient d'être remplacé par des lampes électriques et un contrat d'abonnement est passé avec la société d'électricité de la vallée du Rhône[réf. nécessaire].
En 1937, un camion trop lourd traverse le tablier[réf. nécessaire].
En 1940, pendant la Seconde Guerre mondiale, le tablier est détruit par l'armée française en retraite.

On envisage de construire l'année suivante un pont provisoire en remplacement (à cette occasion un sondage de la pile centrale est effectué). Un avant-projet est conçu en septembre 1940[réf. nécessaire].

Cette passerelle provisoire, comprenant deux travées et pouvant supporter la charge d'un véhicule de 5 tonnes, soit 2,5 tonnes par essieu, est en voie d'achèvement en août 1941.
Le passage est définitivement relevé en 1942 ; il est alors gardé par les Allemands occupant la zone libre depuis 1943. Un autre avant-projet de pont est conçu en février 1943[réf. nécessaire].
En août 1944, le tablier et la pile centrale de l'ouvrage sont de nouveau détruits, cette fois-ci par les bombardements alliés. Une statue (une vierge) du pont tombe sur un soldat allemand le tuant sur le coup. Les travaux de restauration - pour lesquels il est fait appel à des prisonniers de guerre - débutent à la fin de l'année[réf. nécessaire].
En avril 1945 un marché est passé avec la société Fives-Lille (pour le montage et la fourniture des pièces métalliques) et l'entreprise Sabatier (pour le génie civil) pour la construction d'un ouvrage suspendu provisoire, limité en charge, à l'emplacement du pont détruit. Il est prévu le remploi des matériaux de ce dernier. En novembre 1945, l'ingénieur ordinaire rapporte qu'il est besoin de consolider la culée rive droite du pont, notamment par l'injection dans la fissure d'un lait de ciment[réf. nécessaire]. 
Le pont est reconstruit en 1946 (la pile de la rive droite est bien réparée, les autres piles bétonnées) mais sa charge est alors limitée à 3,5 tonnes[réf. nécessaire].

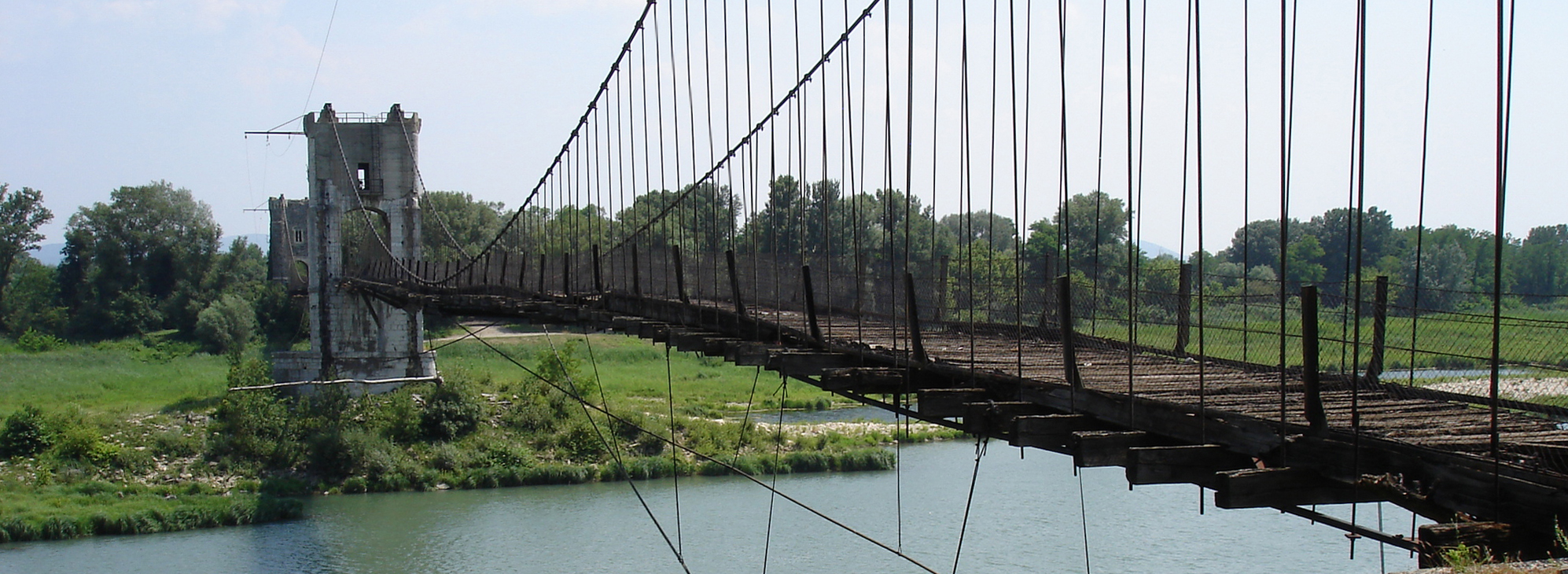
Le pont de 1946 (en 2006).

En 1965, la circulation journalière moyenne sur le pont est évaluée à 938 véhicules. En 1967, le pont fait l'objet d'un examen par la Société des constructions métalliques de la Corrèze qui estime alors que, même pour une dépense élevée consistant à refaire entièrement le tablier, l'opération ne serait pas rentable[réf. nécessaire].
L'ouvrage fonctionne jusqu'en 1968, date à laquelle un camion chargé de 35 tonnes de ciment traverse le tablier, tendant trop fortement les câbles et rendant nécessaire l'allègement des charges. Son accès, alors interdit aux voitures de plus de 3 tonnes, est réservé aux piétons et aux deux-roues. En 1969, après constats faits sur le pont de son usure importante et des frais d'entretien élevés, on décide que l'ouvrage sera reconstruit en aval de son emplacement actuel dans les plus brefs délais[réf. nécessaire].
Le 1er septembre 1970, lors de l'étude des crédits nécessaires pour solder l'exercice 1970, le crédit de 40 000 francs demandé pour le pont de Rochemaure, pour le second semestre, est jugé suffisant[réf. nécessaire].
Le 3 août 1973, le pont suspendu est fermé à toute circulation à la suite de la demande formulée par les services d'études techniques des routes et autoroutes le 12 juillet 1973. Une rupture de l'ouvrage était à craindre et la sécurité du passage des piétons n'était plus assurée. Un pont Bailey provisoire est envisagé.
En 1976, alors qu'un pont moderne est en voie de construction en aval du pont suspendu, demeure le problème de la démolition de cet ouvrage ancien dont l'opportunité reste à vérifier. Sa démolition était évaluée à 650 000 francs en mars 1972[réf. nécessaire].
En 1982, deux incendies endommagent le vieux pont qui est alors interdit à toute circulation et semble réservé aux piétons[réf. nécessaire].
En 1985, le vieux pont est inscrit au titre des monuments historiques, à l'inventaire supplémentaire.
À l'abandon pendant près de trente ans, il a été rénové dans le cadre de la construction de la ViaRhôna (allant de Léman à la Méditerranée) et a rouvert aux véhicules non motorisés le 14 juillet 2013,.

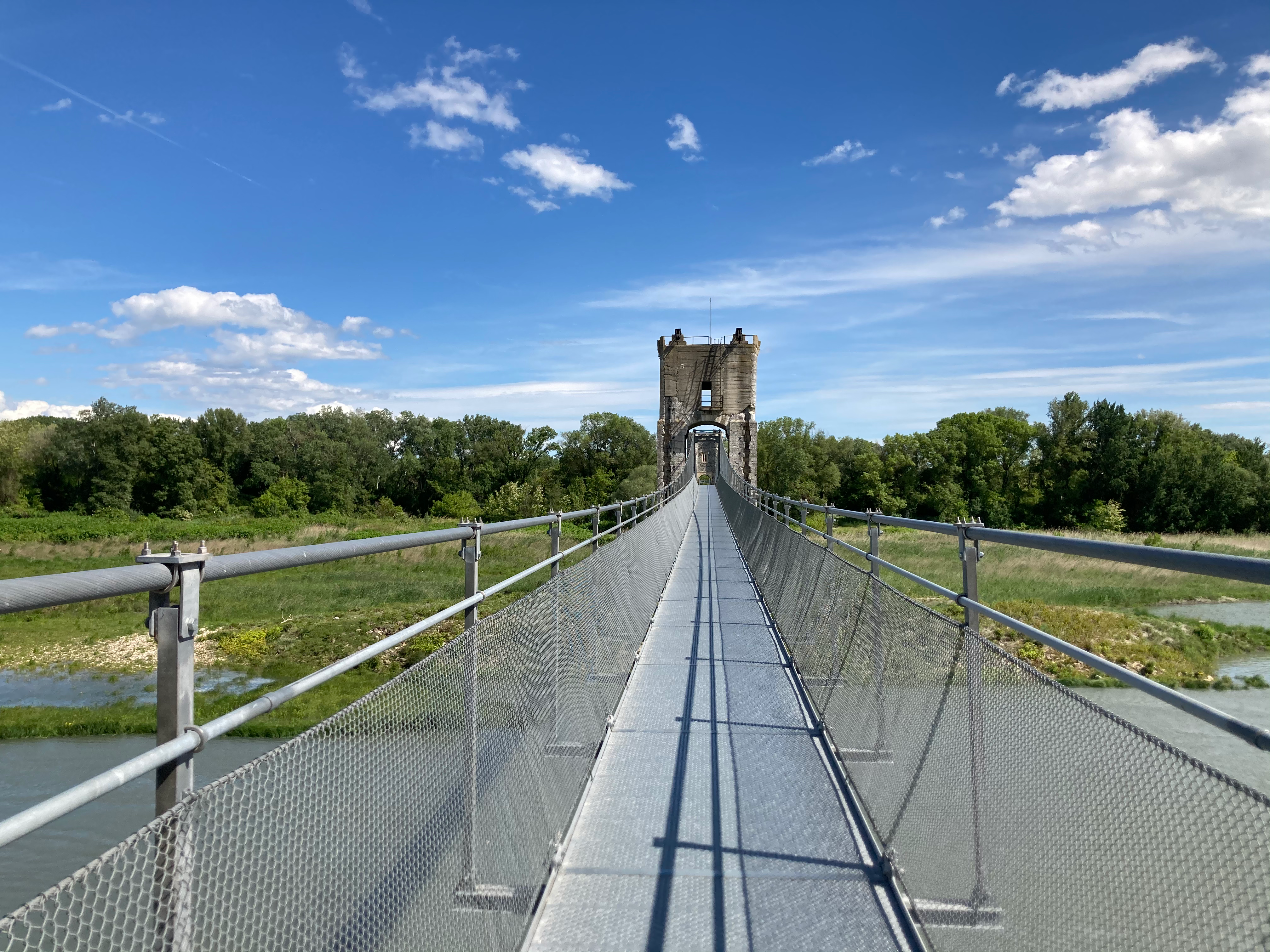
Le pont suspendu de la commune de Rochemaure, dans l'Ardèche, vue globale.
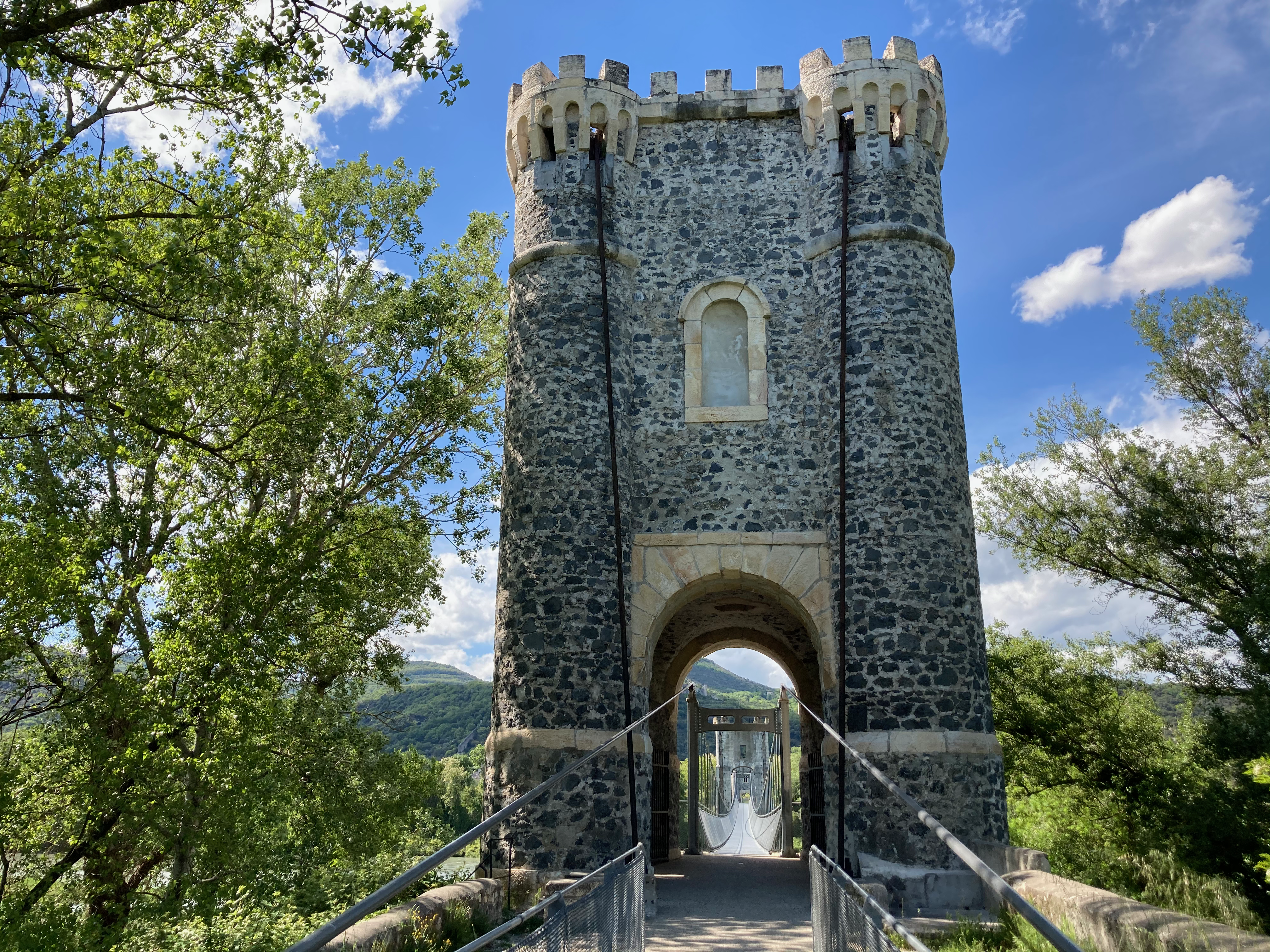
Le pont suspendu de la commune de Rochemaure, dans l'Ardèche, accès est.